# Amy Locane
Amy Locane (* 19. Dezember 1971 in Trenton, New Jersey) ist eine US-amerikanische Schauspielerin.

## Leben
Locane trat als Kind in zahlreichen Werbespots auf. Im Jahr 1984 erhielt sie eine Rolle in der Sitcom Spencer der National Broadcasting Company. Im Filmdrama Roadhome (1989) spielte sie an der Seite von Donald Sutherland. In der Komödie Cry-Baby (1990) von John Waters übernahm sie an der Seite von Johnny Depp eine der Hauptrollen. Im Jahr 1992 trat sie in einigen Folgen der Fernsehserie Melrose Place in der Rolle der Sandy Louise Harling auf.
Für die Rolle im Filmdrama Operation Blue Sky (1994), in dem sie neben Jessica Lange und Tommy Lee Jones spielte, wurde sie im Jahr 1995 für den Young Artist Award nominiert. Im Fernsehdrama Bedingungslose Liebe (1997) trat sie an der Seite von Jacqueline Bisset, Peter Weller und Julian Sands. Im Thriller Ich küsse dich, ich töte dich (1998) spielte sie neben William McNamara eine der Hauptrollen. Im preisgekrönten Independentfilm Secretary – Womit kann ich dienen? (2002) spielte sie neben James Spader und Maggie Gyllenhaal.
Mitte der 2000er-Jahre beendete sie ihre Karriere in Hollywood und zog an die Ostküste, wo sie eine Familie gründete. Mit ihrem ehemaligen Ehemann Mark Bovenizer hat Amy Locane zwei Töchter, Paige Cricket (* Januar 2007) und Avery Hope (* 21. Januar 2009). Nach ihrer ersten Haftentlassung 2015 reichte ihr Ehemann die Scheidung ein.
Nachdem Locane am 27. Juni 2010 unter Einfluss von Alkohol einen Unfall verursachte, bei dem eine andere Autofahrerin ums Leben kam, wurde sie wegen Totschlags angeklagt.
Im November 2012 wurde sie wegen Totschlags und Körperverletzung mit einem Auto verurteilt, das später bekanntgegebene Strafmaß betrug drei Jahre Haft. Das Urteil wurde von einem Teil der Beobachter und der Familie der Verstorbenen als zu niedrig erachtet, aber vom Gericht auch damit begründet, dass Locane Mutter junger Kinder sei. Locane saß ihre Strafe in der Edna Mahan Correctional Facility for Women ab und wurde am 12. Juni 2015 auf Bewährung entlassen. Am 22. Juli 2016 entschied ein Berufungsgericht, dass die dreijährige Haftstrafe aufgrund in der Urteilsbegründung nicht ausreichend dargelegter mildernder Umstände überprüft werden müsse. Nach mehreren Prozessen wurde im September 2020 befunden, dass die Strafe zu niedrig gewesen sei und sie für weitere acht Jahre ins Gefängnis müsse. Diese von Rechtsexperten als ungewöhnlich beurteilte, viel härtere Neuverurteilung erfuhr ebenfalls Kritik, vor allem da Locane in den fünf Jahren nach ihrer Entlassung nicht negativ aufgefallen und sich als Sprecherin gegen betrunkenes Autofahren engagiert hatte. Locane war ab 2020 erneut in der Edna Mahan Correctional Facility for Women inhaftiert. Am 20. Dezember 2024 wurde sie entlassen.

## Filmografie (Auswahl)
- 1985: Young People’s Specials (Fernsehreihe, Folge 2x03 Narc)
- 1987: Liebe, Lüge, Leidenschaft (One Life to Live, Fernsehserie, Folge 1x4.800)
- 1989: Roadhome (Lost Angels)
- 1990: Cry-Baby
- 1991: Keine Geheimnisse (No Secrets)
- 1992: Der Außenseiter (School Ties)
- 1992: Melrose Place (Fernsehserie, 13 Folgen)
- 1994: Operation Blue Sky (Blue Sky)
- 1994: Airheads
- 1996: Acts of Love – In den Fängen der Sinnlichkeit (Carried Away)
- 1996: Criminal Hearts
- 1997: Der lange Weg der Leidenschaft (Going All the Way)
- 1997: Steve Prefontaine: Der Langstreckenläufer (Prefontaine)
- 1997: Bedingungslose Liebe (End of Summer, Fernsehfilm)
- 1997: Rache ist süß (The Girl Gets Moe)
- 1997: Bongwater
- 1998: Bram Stoker’s Legend of the Mummy (Legend of the Mummy)
- 1998: Weihnachten im wilden Westen (Ebenezer, Fernsehfilm)
- 1998: Ich küsse dich, ich töte dich (Implicated)
- 1998: Route 9 – Ein todsicherer Plan (Route 9)
- 1999: Ein Hauch von Himmel (Touched by an Angel, Fernsehserie, Folge 6x02)
- 1999: Shot Down (The Heist)
- 2002: Secretary – Womit kann ich dienen? (Secretary)
- 2002: Bad Karma
- 2003: Mystery Woman (Fernsehfilm)
- 2005: No Way Up – Es gibt kein Entkommen (Throttle)
- 2005: Alien Express (Fernsehfilm)